# Gordita (canción de Shakira)
«Gordita» es una canción de la artista colombiana Shakira en colaboración con Residente de la banda puertorriqueña Calle 13. La canción está incluida en su álbum Sale el sol lanzado el 19 de octubre de 2010.

## Antecedentes
Shakira ya había aparecido previamente en el escenario con Calle 13 interpretando la canción No hay nadie como tú y a la vez la banda había participado en una serie de conciertos de la artista colombiana con la canción Latinoamérica.
Después de la publicación de Gordita, René se refirió a Shakira en una entrevista para ABC diciendo: "A mí me parece que es una persona creativa que hacía cosas grandes cuando era una «chamaquita». Y el tema me pareció que estaba bien, que era divertido aunque fuera trivial. Me dijo que me burlara de ella dentro de la canción y eso es un buen gesto".

## Letra
En la letra, René le dice que le gustaba cuando estaba "más gordita, con el pelito negrito y la cara redondita, así medio rockerita".

## Interpretaciones en vivo
La canción fue interpretada en el Sale el Sol World Tour, en el escenario se mostraba una cara o máscara gigante en la que se proyectaba la cara de René. Para terminar su gira mundial en el Coliseo de Puerto Rico, en Hato Rey, contó con la presencia de René Pérez quien sorprendió a Shakira con un mensaje pintado en su espalda que decía "Hoy soy tu Piqué" en referencia al futbolista y pareja de la cantante, Gerard Piqué. También interpretaron la canción a dúo en Rock in Rio 2010 y en Argentina.